# EMD 567
Als EMD 567 wird eine Familie von Dieselmotoren für Lokomotiven des zu General Motors (GM) gehörigen US-amerikanischen Lokomotivbauers Electro-Motive Division (EMD) bezeichnet. Diese Motoren wurden in mehrere tausend Lokomotiven eingebaut. Die ersten Motoren wurden im Jahr 1938 hergestellt und 1965 nach einer Bauzeit von 27 Jahren durch den Nachfolgetyp EMD 645 abgelöst.

## Technik

### Wirkungsweise
siehe auch: Prinzip des Dieselmotors
Die Motoren der Familie EMD 567 arbeiten nach dem von Rudolf Diesel entwickelten Dieselprinzip und sind Zweitaktmotoren mit Gleichstromspülung, wobei die Abgase durch vier Tellerventile pro Zylinder entweichen und der Kolben kurz über dem unteren Totpunkt Schlitze freigibt, durch die ein Roots-Gebläse, bei einigen Typen auch ein Turbolader, Frischluft in den Zylinder drückt. Der hochgehende Kolben verdichtet sie (1. Takt, auch Verdichtungstakt genannt). Kurz vor Erreichen des oberen Totpunktes spritzt die Pumpe-Düse-Einheit den Kraftstoff ein, der sich in der durch das Verdichten erwärmten Luft selbst entzündet. Die heißen Verbrennungsgase werden vom Kolben, der zum unteren Totpunkt zurückläuft, entspannt. Sie verrichten dabei mehr Arbeit, als vorher zum Verdichten aufgewendet wurde (2. Takt, auch Arbeitstakt genannt).

### Technische Daten
Allen EMD 567 gemein war der Zylinderdurchmesser von 8½ Zoll (216 mm) und ein Hub von 10 Zoll (254 mm), was zu einem Hubraum von 567 Kubikzoll pro Zylinder, entsprechend 9.292 cm³, führte. Aus diesem Wert leitet sich die Bezeichnung der Baureihe ab.
Abhängig von der Zylinderzahl und Ausführung ergeben sich für die einzelnen Bauarten folgende Merkmale:
| Ausführung | Höchstdrehzahl | Aufladung     | Bauzeitraum | Verdichtung | Leistung (kW) | Leistung (kW) | Leistung (kW) | Leistung (kW) |
|            |                |               |             |             | 6 Zyl.        | 8 Zyl.        | 12 Zyl.       | 16 Zyl.       |
| ---------- | -------------- | ------------- | ----------- | ----------- | ------------- | ------------- | ------------- | ------------- |
| 567        | 800            | Roots-Gebläse | 10/38-3/43  | 16:1        | 450           |               | 750           | 1000          |
| 567A       | 800            | Roots-Gebläse | 5/43-9/53   | 16:1        | 450           |               | 750,900       | 1000          |
| 567B       | 800            | Roots-Gebläse | 7/45-3/54   | 16:1        | 450           | 600           | 750,840,900   | 970,1120      |
| 567AC      | 800            | Roots-Gebläse | 8/53-6/61   | 16:1        | 450           |               | 750           |               |
| 567BC      | 800            | Roots-Gebläse | 9/53-10/63  | 16:1        |               |               | 840,900       | 1120          |
| 567C       | 800,835        | Roots-Gebläse | 3/53-2/66   | 16:1        | 450           | 670           | 840,900       | 1120,1300     |
| 567D1      | 835            | Roots-Gebläse | 12/59-11/65 | 20:1        |               |               | 985           | 1340          |
| 567D2      | 835            | Turbolader    | 11/59-4/62  | 14.5:1      |               |               |               | 1490          |
| 567D3      | 835            | Turbolader    | 5/59-11/63  | 14.5:1      |               |               |               | 1680,1790     |
| 567D3A     | 900            | Turbolader    | 9/63-1/66   | 14.5:1      |               |               |               | 1860          |
| 567E       | 835            | Roots-Gebläse | 2/66-4/66   | 16:1        |               |               | 900           |               |
| 567CR      | 835            | Roots-Gebläse | 10/56-11/65 | 16:1        |               | 670           |               |               |

Die Turbolader werden zusätzlich über ein Zahnradgetriebe mit Freilauf von der Kurbelwelle aus angetrieben, um bei geringer Leistung, wenn die Abgasenenergie für den Antrieb der Turbine nicht ausreicht, den erforderlichen Spüldruck sicherzustellen.

## Geschichte
Mit der Übernahme des Motorenherstellers Winton Corporation stand der Electro-Motive Corporation (EMC, spätere EMD) das Wissen zur erfolgreichen Eigenkonstruktion von Dieselmotoren zur Verfügung. In die Streamliner und die ersten Großdiesellokomotiven der E-Serie von EMD wurden noch 650 kW starke Winton 201A-Motoren eingebaut. Im Jahr 1938 standen die ersten Exemplare des selbst entwickelten Typs EMD 567 zur Verfügung.

### Winton 201A
Mit der Baureihe 201 entwickelte die Winton Corporation erstmals einen eigenen Zweitakt-Dieselmotor. Der Vorteil dieses Typs im Vergleich zum Viertaktmotor ist ein höheres Leistungs-/Gewichtsverhältnis. Hierdurch wurde dieser Motortyp für den Schiffs- und Lokomotivbau interessant. Als im Jahr 1932 der windschnittig gestaltete, dieselelektrische Schnelltriebwagen DR 877 aus Deutschland weltweit Aufmerksamkeit erregte und als erstes Fahrzeug eine Reisegeschwindigkeit von 124 km/h auf der Strecke Berlin-Hamburg erreichte, kam es in der Folge auch in den USA zur Entwicklung stromlinienförmiger Triebzüge. Bekannte Vertreter von EMD waren der Streamliner und der Burlington Zephyr, letzterer erstmals mit einem Dieselmotor Winton 201A.
Bis 1938 baute GM in die Reisezugloks der E-Serie noch je zwei Zwölfzylindermotoren des Typs Winton 12-201 bzw. 12-201A ein. Die Wintonmaschinen wiesen jedoch einige Mängel auf, sodass ihnen ein längerfristiger Erfolg versagt blieb. Ursprünglich für den Einsatz in U-Booten entwickelt, erwiesen sich die Motoren den Belastungen des Eisenbahnbetriebs mit häufigen Lastwechseln nur bedingt gewachsen. Dies führte relativ häufig zu Kolbenschäden. Ein weiterer Nachteil der Wintonmotoren war die fehlende Austauschbarkeit der Teile. So bot Winton die Aggregate mit unterschiedlicher Zylinderzahl in verschiedenen Leistungsklassen an. Jedoch unterschieden sich wesentliche Teile, wie Kolben, Wasserpumpen, Dichtungen und Zylinderköpfe von Typ zu Typ. Den Eisenbahngesellschaften war somit eine umständliche Ersatzteilhaltung aufgezwungen.

### EMD 567

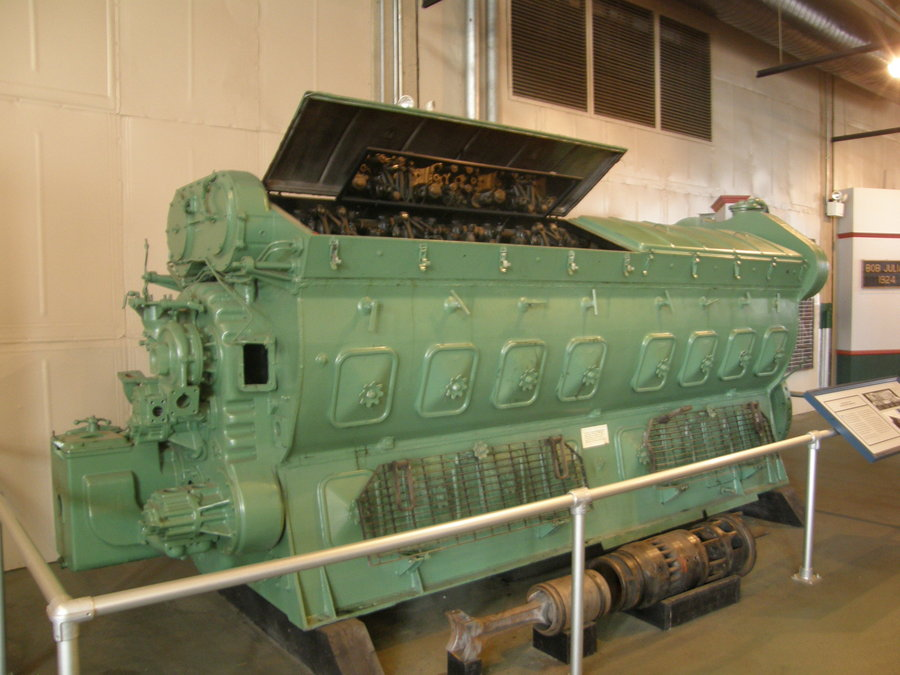
EMD 567B im North Carolina Transportation Museum

1936 stellte EMC einen Dieselmotor mit sechs V-förmig im Winkel von 45° angeordneten Zylindern vor. Aus diesem wurden Antriebsaggregate mit acht, zwölf und sechzehn Zylindern entwickelt. Der als 567 bezeichnete Motortyp wurde von 1938 bis 1966 in sehr großen Stückszahlen hergestellt. Die nach 1938 gebauten Loks der E-Serie erhielten pro Einheit zwei Zwölfzylindermotoren, die der EMD F-Serie jeweils einen mit sechzehn Zylindern.
Die ersten Lokomotiven mit dem neuen Typ 567 wurden im Frühjahr 1939 ausgeliefert. Ab November 1939 begann die Auslieferung der Lokomotivbaureihe FT. Diese Maschinen sollten innerhalb weniger Jahre die Dampflokomotiven aus dem Güterzugdienst der US-amerikanischen Hauptbahnen verdrängen. Bedingt durch den japanischen Angriff auf Pearl Harbor und den nachfolgenden Kriegseintritt der USA ergab sich die Notwendigkeit der Umstellung der Wirtschaft auf die Belange der Kriegsführung. Da EMD bisher nur Brennkraftlokomotiven herstellte, war es der Firma durch das War Production Board als einzigem Hersteller gestattet, während des Zweiten Weltkrieges Streckendiesellokomotiven zu produzieren. In dieser Zeit wurden fast ausschließlich die Güterzugmaschinen der Baureihe FT hergestellt. Hierdurch erreichte EMD einen Entwicklungsvorsprung, der zu einer langjährigen Monopolstellung des Unternehmens führte.